# مها سينغ راو
مها سينغ راو (بالهندية: महा सिंह राव؛ بالإنجليزية: Maha Singh Rao) هو مصارع رياضي هندي، ولد في 1 يوليو 1958.